# Саутерк (боро)
Са́утерк (англ. London Borough of Southwark, МФА: [ˈsʌðərk]) — боро на південному сході Лондона, на південь від Темзи. Входить до Внутрішнього Лондона. Історично був частиною графства Суррей та складався з кількох адміністративних районів. У 1550 році Саусварк перейшов під юрисдикцію Лондона.

## Географія
Боро межує з Сіті і Тауер-Гемлетс на півночі, Ламбетом на заході, Луїшемом на сході та з Бромлі та Кройдоном на півдні.